# نادي الشعلة (اليمن)
نادي الشعلة نادي كرة قدم يمني تأسس في 13 فبراير 1968. احتل المركز الثامن في الدرجة الأولى موسم 2011-2012.